# Aérospatiale Alouette II

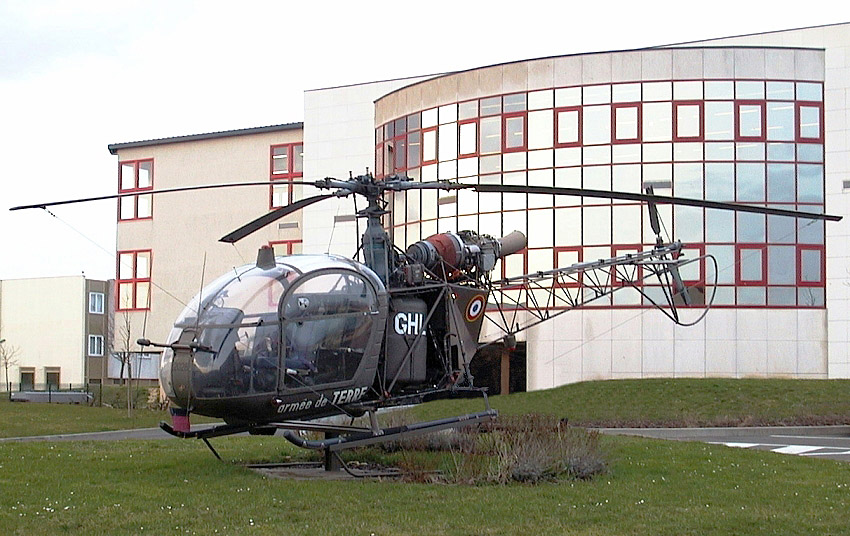
Alouette II SE3130 impiegato dall'aviazione leggera dell'esercito francese (Aviation Legere Armee de Terre - ALAT)

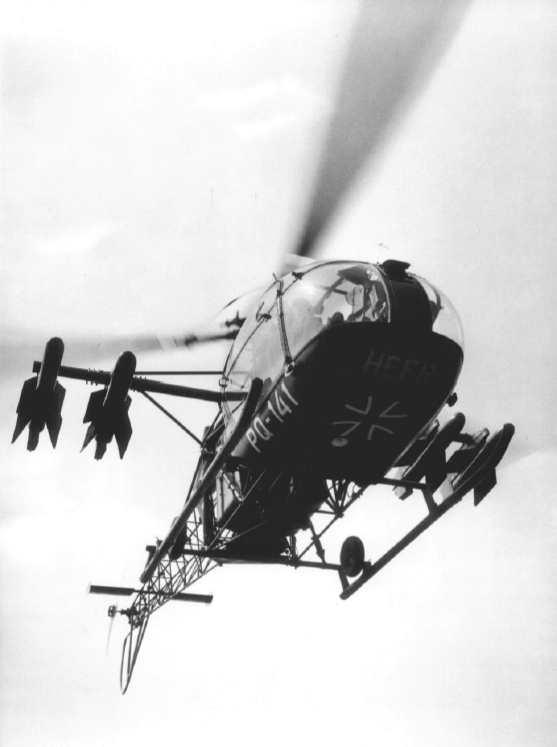
Alouette qui è raffigurato con 4 AS-10, versione aviolanciata dell'SS-10, missile controcarro di prima generazione

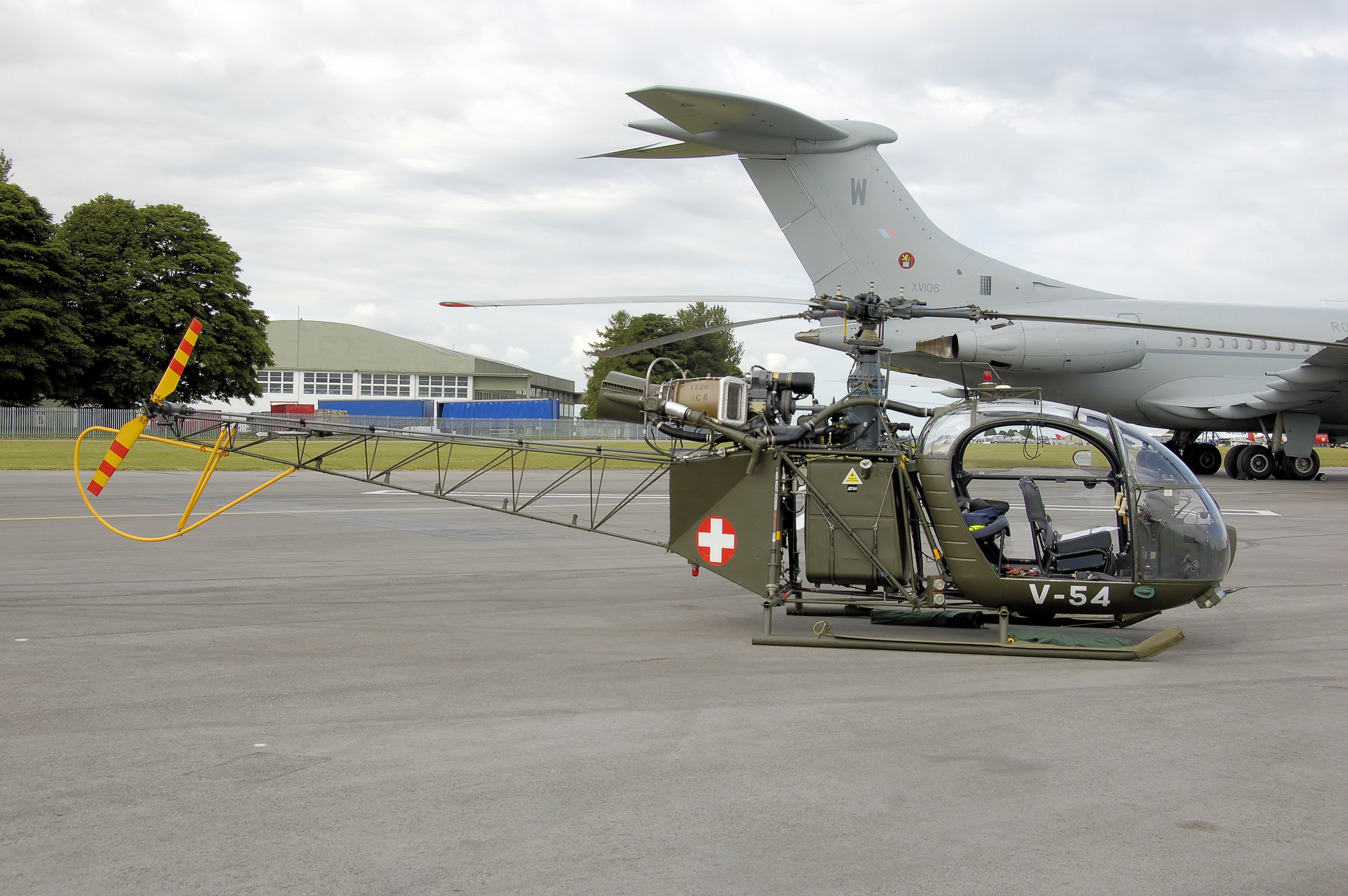
Alouette SE.3130 II, in precedenza V-54 delle Forze aeree svizzere, attualmente immatricolato nel Regno Unito come G-BVSD. Costruito nel 1964.

L'Aérospatiale Alouette II è un elicottero leggero utility monoturbina con rotore a tre pale, progettato in Francia dalla Société nationale des constructions aéronautiques du sud-est (SNCASE) poi Sud Aviation all'inizio degli anni cinquanta, in seguito diventata Aérospatiale.
L'Alouette II è stato il primo elicottero prodotto su scala industriale a utilizzare un motore a turbina al posto del più convenzionali e pesanti motori a pistoni.
È stato impiegato a partire dagli anni sessanta prevalentemente da operatori militari o governativi nel ruolo di elicottero da osservazione, aerofotografia, ricerca e salvataggio, collegamento e addestramento, ma è stato anche utilizzato in versione armata con missili anticarro e siluri a testata autocercante. Nei ruoli civili, è stato impiegato come eliambulanza (con due barelle esterne), per l'irrorazione dei campi coltivati e come gru volante grazie alla capacità di sollevare fino a 500 kg attaccati al gancio baricentrico.

## Storia
Il predecessore dell'Alouette II fu il SE 3120 Alouette. Questo elicottero venne prodotto in due esemplari e batté i record di velocità e distanza nel luglio 1953, ma risultò troppo complesso per l'impiego operativo. Il conseguimento dei record attirò l'attenzione sugli elicotteri del governo francese che però emise un ultimatum secondo il quale se non fosse entrato in produzione di serie un modello entro due anni, avrebbe abbandonato ogni interesse negli elicotteri. La SNCASE mise a punto 7 modelli di elicotteri con motore a turbina denominati da X.310A a X.310G. Dal punto di vista del motore, in precedenza, Joseph Szydlowski, il fondatore della Turboméca, era stato in grado di sviluppare l'Artouste, un motore a turbina da 260 shp a singolo albero derivato dall'Orédon. Venne scelto il modello X.310G design equipaggiato con l'Artouste e venne rapidamente avviata la produzione di serie del SE 3130 Alouette II.
L'SE 3130 volò la prima volta il 12 marzo 1955 e dopo circa tre mesi un Alouette II di preserie, pilotato dal collaudatore Jean Boulet, conseguì un nuovo record di altitudine di 8209 m il 6 giugno, arrivando a toccare i 10984 m il 13 giugno.
L'Alouette II fece notizia il 3 luglio 1956 successivo quando diventò il primo elicottero a portare a termine una missione di salvataggio in montagna, prelevando un alpinista che aveva sofferto un arresto cardiaco a oltre 4000 m e di nuovo il 3 gennaio 1957 quando un Alouette II venne utilizzato per portare soccorso all'equipaggio di un Sikorsky S-58 precipitato mentre a sua volta era impiegato nella ricerca degli alpinisti Jean Vincendon e François Henry dispersi sul Monte Bianco.
L'Alouette II ricevette il certificato di aeronavigabilità nazionale il 2 maggio 1957.
La produzione venne avviata inizialmente per soddisfare gli ordini emessi dalle forze armate francesi e gli ordini dei clienti civili. La versione militare fu il primo elicottero al mondo ad essere armato con missili anticarro (i Nord SS.11),. Al termine della produzione nel 1975 erano stati costruiti oltre 1500 Alouette II, distribuiti fra 80 nazioni, comprese 47 forze armate diverse. È stato costruito anche su licenza in Brasile, Svezia, India e negli Stati Uniti d'America.
La società indiana Hindustan Aeronautics Limited costruì la versione SA 315B Lamas, rinominata Cheetah e regolarmente impiegata a 7500 metri di quota per collegamento con le postazioni e le basi aeree della Indian Air Force sulle montagne dell'Himalaya.

## Utilizzatori

### Governativi
Spagna
- Policía Nacional Española

3 SA 318C ricevuti rispettivamente, due nel 1975 e uno nel 1980, tutti ritirati dal servizio nel 2001.

### Militari
Angola
 Argentina
 Austria
- 16

 Belgio
- 39

 Benin
 Biafra
- Aeronautica militare del Biafra

 Bolivia
 Brasile
 Cambogia
- 8

 Camerun
- Armée de l'Air du Cameroun

3 SE 313B consegnati, uno in servizio all'ottobre 2017.
 Rep. Centrafricana
- Force Aérienne Centrafricaine

1 SE313 consegnato ed in servizio al febbraio 2018.
 Cile
 Costa d'Avorio
- 2

 Gibuti
 Rep. Dominicana
- 2

 Ecuador
 El Salvador
 Filippine
- Hukbong Dagat ng Pilipinas

1 SE313 in servizio al febbraio 2018.
 Finlandia
- 2

 Francia
- 363

 Germania
- 267

 Guinea-Bissau
- Força Aérea da Guiné-Bissau

1 SA 3130 consegnato.
 India
- Bhāratīya Vāyu Senā

100 SA 315B consegnati.
- Bhāratīya Thalsēnā

22 in servizio con l'esercito all'ottobre 2020.
 Indonesia
- 3

 Israele
- 4

 Laos
- 2

 Libano
- 3

 Madagascar
- Aeronautica militare del Madagascar

1 SA 318C e 3 SE 313B consegnati.
 Messico
- 2

 Marocco
- 14

 Paesi Bassi
- 8

 Pakistan
- 12

 Perù
- Ejército del Perú

8 SA 318C Alouette II ricevuti a partire dal 1974.
 Regno Unito
- British Army Air Corps 17

 Romania
- 2

 Rhodesia
 Senegal
 Sudafrica
- Suid-Afrikaanse Lugmag 7

 Vietnam del Sud
 Svezia
- 25

 Svizzera
- 30

 Togo
 Tunisia
- 8

 Turchia
 Zaire
- 3

## Esemplari attualmente esistenti
- un SA318C con marche 76 è conservato al Museo dell'aviazione di Bucarest[12].